# Корончасте колесо

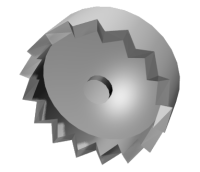
Корончасте колесо

Корончасте колесо — різновид зубчастого колеса, що має зубці, розташовані під прямим кутом до поверхні. Якщо кут відхиляється від прямого, то такі колеса називають конічними зубчастими колесами. Корончасті колеса утворюють зубчасті передачі як з іншими корончастими, так і циліндричними зубчастими колесами.
На українських водяних, вітряних і ручних млинах корончасті колеса називалися палечними (палешними), а їхні зубці — пальками чи пальцями. Разом з цівковими колесами («шестернями») палечні утворювали цівкову передачу.

## Галерея

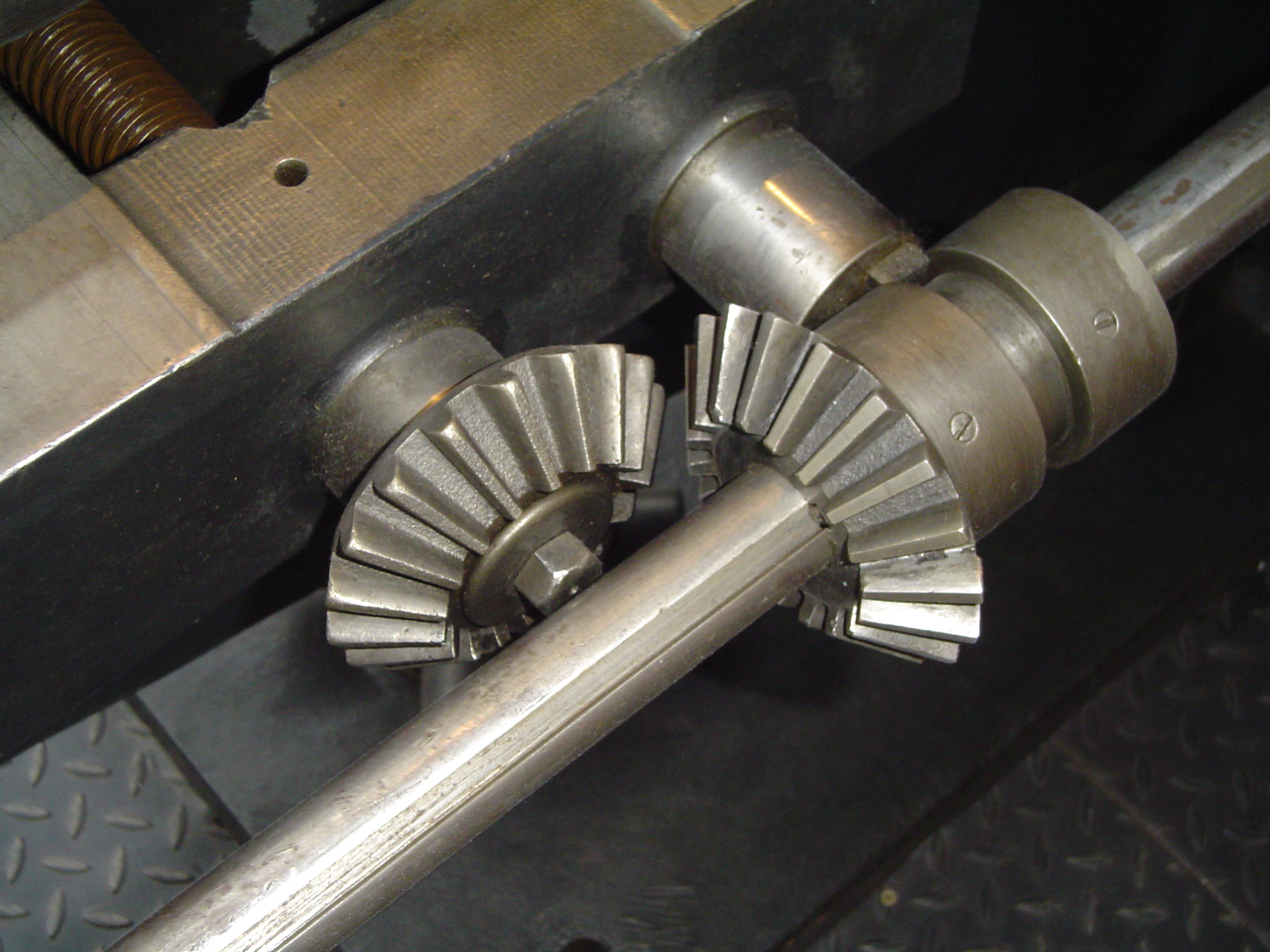
Передача з конічними колесами
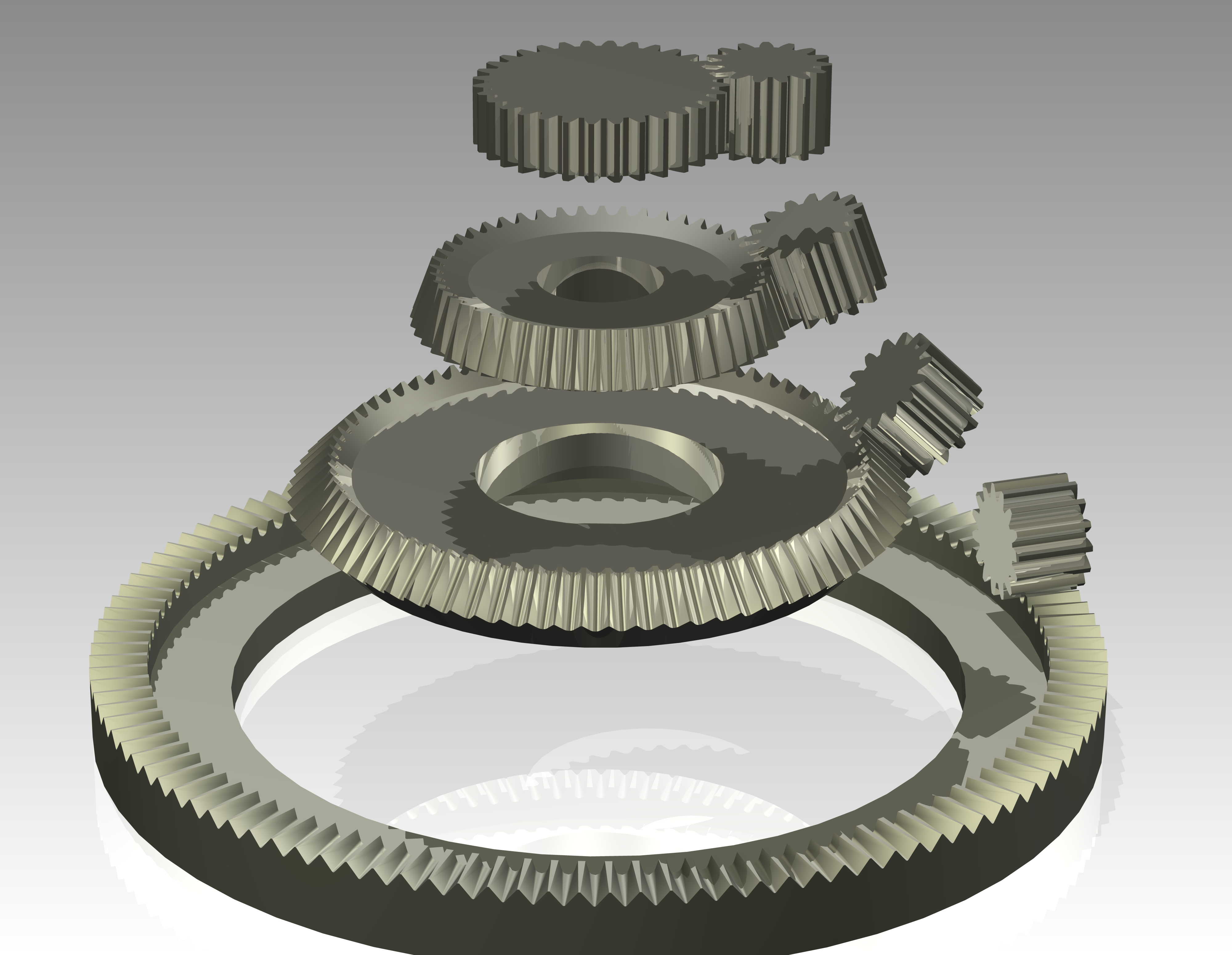
Передачі з використовуванням циліндричних коліс. Зверху вниз: циліндрично-циліндрична, циліндрично-конічні, циліндрично-корончаста
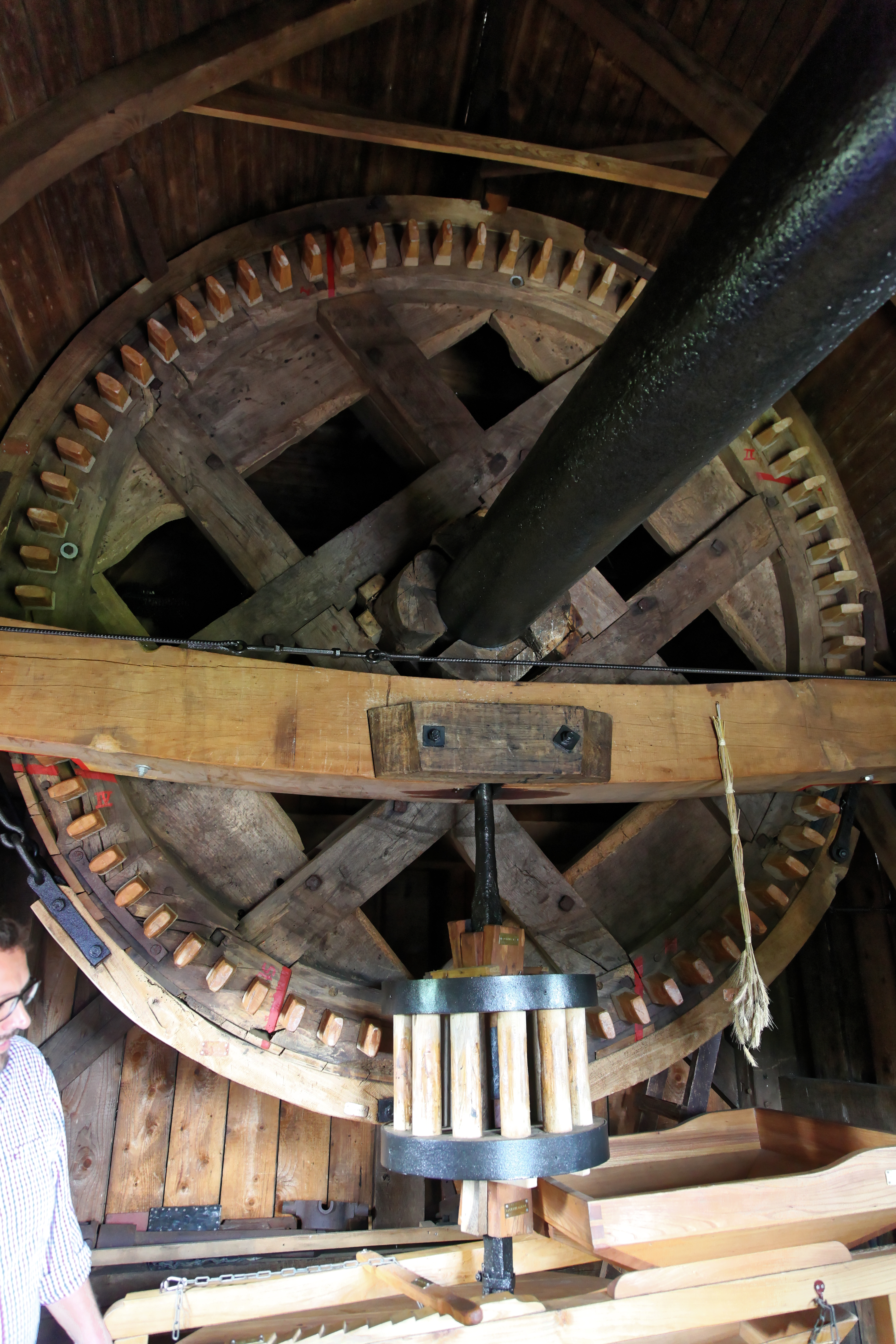
Дерев'яне корончасте (палечне) колесо в складі цівкової передачі разом цівковим колесом на вітряку.
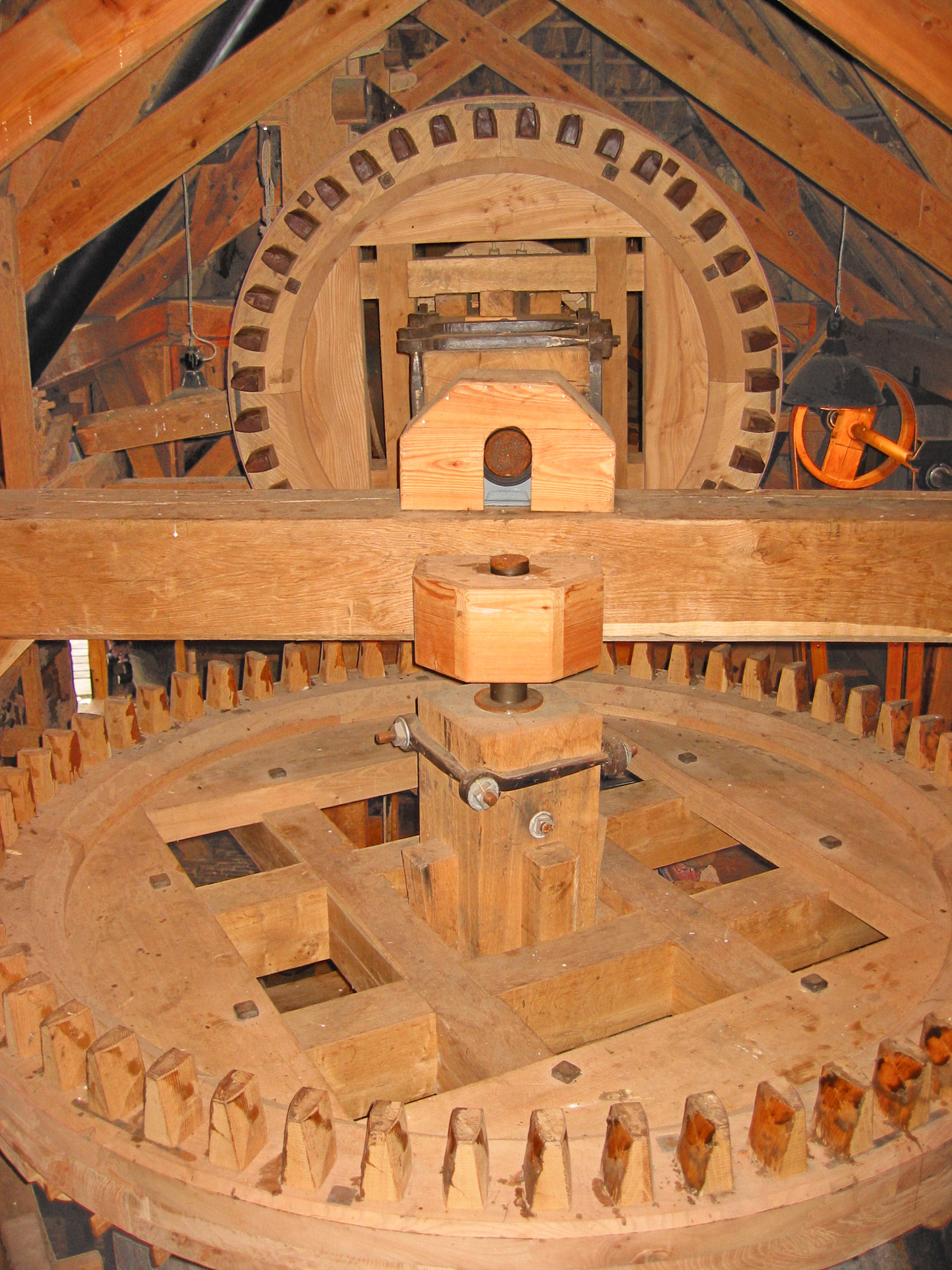
Передача з двома палечними колесами у вітряку